# Elecciones presidenciales de Estados Unidos de 1992 en California
Las elecciones presidenciales de Estados Unidos en California de 1992 se refiere al resultado de las elecciones presidenciales de Estados Unidos de 1992 en el estado de California. Los californianos votaron por el candidato demócrata, el Gobernador de Arkansas Bill Clinton, sobre el incumbente republicano, George H. W. Bush, la primera vez que el estado votaba por los demócratas desde las elecciones de 1964.

## Resultados
| Elecciones presidenciales de Estados Unidos en California de 1992 | Elecciones presidenciales de Estados Unidos en California de 1992 | Elecciones presidenciales de Estados Unidos en California de 1992 | Elecciones presidenciales de Estados Unidos en California de 1992 | Elecciones presidenciales de Estados Unidos en California de 1992 | Elecciones presidenciales de Estados Unidos en California de 1992 |
| Partido                                                           | Partido                                                           | Candidato                                                         | Votos                                                             | Porcentaje                                                        | Votos electorales                                                 |
| ----------------------------------------------------------------- | ----------------------------------------------------------------- | ----------------------------------------------------------------- | ----------------------------------------------------------------- | ----------------------------------------------------------------- | ----------------------------------------------------------------- |
|                                                                   | Demócrata                                                         | Bill Clinton                                                      | 5,121,325                                                         | 46.01%                                                            | 54                                                                |
|                                                                   | Republicano                                                       | George H. W. Bush (incumbente)                                    | 3,630,574                                                         | 32.61%                                                            | 0                                                                 |
|                                                                   | Independiente                                                     | Ross Perot                                                        | 2,296,006                                                         | 20.63%                                                            | 0                                                                 |
|                                                                   | Libertario                                                        | Andre Marrou                                                      | 48,139                                                            | 0.43%                                                             | 0                                                                 |
|                                                                   | Paz y Libertad                                                    | Ron Daniels                                                       | 18,597                                                            | 0.17%                                                             | 0                                                                 |
|                                                                   | Independiente Americano                                           | Howard Phillips                                                   | 12,711                                                            | 0.11%                                                             | 0                                                                 |
|                                                                   | Sin partido                                                       | Bo Gritz (write-in)                                               | 3,077                                                             | 0.03%                                                             | 0                                                                 |
|                                                                   | Sin partido                                                       | John Hagelin (write-in)                                           | 836                                                               | 0.01%                                                             | 0                                                                 |
|                                                                   | Sin partido                                                       | Lyndon LaRouche (write-in)                                        | 180                                                               | 0.00%                                                             | 0                                                                 |
|                                                                   | Sin partido                                                       | Willie Carter (write-in)                                          | 131                                                               | 0.00%                                                             | 0                                                                 |
|                                                                   | Sin partido                                                       | James Warren (write-in)                                           | 115                                                               | 0.00%                                                             | 0                                                                 |
|                                                                   | Sin partido                                                       | Gene Smith (write-in)                                             | 18                                                                | 0.00%                                                             | 0                                                                 |
|                                                                   | Sin partido                                                       | Isabell Masters (write-in)                                        | 12                                                                | 0.00%                                                             | 0                                                                 |
| Inválido o votos en blanco                                        | Inválido o votos en blanco                                        | Inválido o votos en blanco                                        | 242,844                                                           | 2.13%                                                             | —                                                                 |
| Total                                                             | Total                                                             | Total                                                             | 11,374,565                                                        | 100.0%                                                            | 54                                                                |
| Total de votantes                                                 | Total de votantes                                                 | Total de votantes                                                 | 54.52%                                                            | 54.52%                                                            | —                                                                 |

## Resultado por condados
| Condado         | Clinton | Votos     | Bush   | Votos   | Perot  | Votos   | Otros | Votos  |
| --------------- | ------- | --------- | ------ | ------- | ------ | ------- | ----- | ------ |
| San Francisco   | 72.40%  | 233,263   | 17.80% | 57,352  | 9.01%  | 29,018  | 0.80% | 2,574  |
| Alameda         | 63.04%  | 334,224   | 20.62% | 109,292 | 15.40% | 8,1643  | 0.94% | 4,986  |
| Marin           | 58.27%  | 76,158    | 23.32% | 30,479  | 17.59% | 22,986  | 0.83% | 1,084  |
| Santa Cruz      | 58.06%  | 66,183    | 21.86% | 24,916  | 18.96% | 21,615  | 1.12% | 1,278  |
| San Mateo       | 53.97%  | 149,232   | 27.15% | 75,080  | 18.25% | 50,465  | 0.63% | 1,731  |
| Yolo            | 53.33%  | 33,297    | 28.15% | 17,574  | 17.73% | 11,073  | 0.79% | 492    |
| Sonoma          | 52.78%  | 104,334   | 24.09% | 47,619  | 22.19% | 43,859  | 0.95% | 1,879  |
| Los Ángeles     | 52.54%  | 1,446,529 | 29.04% | 799,607 | 17.75% | 488,624 | 0.68% | 18,643 |
| Contra Costa    | 50.93%  | 194,960   | 29.51% | 112,965 | 18.94% | 72,518  | 0.62% | 2,380  |
| Mendocino       | 50.21%  | 18,344    | 21.78% | 7,958   | 26.69% | 9,753   | 1.32% | 483    |
| Santa Clara     | 49.21%  | 296,265   | 28.38% | 170,870 | 21.41% | 128,895 | 1.00% | 6,025  |
| Solano          | 48.69%  | 64,320    | 29.43% | 38,883  | 21.08% | 27,851  | 0.80% | 1,057  |
| Humboldt        | 48.07%  | 28,854    | 30.49% | 18,299  | 20.56% | 12,340  | 0.88% | 528    |
| Monterey        | 47.01%  | 54,861    | 31.25% | 36,461  | 20.97% | 24,472  | 0.77% | 895    |
| Lake            | 45.44%  | 10,548    | 28.77% | 6,678   | 24.97% | 5,797   | 0.82% | 190    |
| Napa            | 45.30%  | 24,215    | 29.30% | 15,662  | 24.60% | 13,150  | 0.80% | 428    |
| Imperial        | 43.88%  | 11,109    | 38.55% | 9,759   | 16.77% | 4,247   | 0.80% | 203    |
| Sacramento      | 43.56%  | 197,540   | 35.36% | 160,366 | 20.16% | 91,412  | 0.92% | 4,194  |
| Santa Barbara   | 42.53%  | 69,215    | 35.25% | 57,375  | 21.57% | 35,105  | 0.65% | 1,061  |
| Fresno          | 42.17%  | 92,418    | 40.67% | 89,137  | 16.56% | 36,299  | 0.60% | 1,307  |
| San Benito      | 42.03%  | 5,354     | 32.28% | 4,112   | 24.98% | 3,182   | 0.71% | 91     |
| San Joaquin     | 41.28%  | 63,655    | 37.84% | 58,355  | 20.24% | 31,205  | 0.65% | 995    |
| Stanislaus      | 40.95%  | 52,415    | 36.93% | 47,275  | 21.60% | 27,651  | 0.52% | 664    |
| Merced          | 40.85%  | 20,133    | 36.48% | 17,981  | 22.15% | 10,914  | 0.52% | 256    |
| Siskiyou        | 39.91%  | 8,254     | 32.21% | 6,660   | 26.92% | 5,567   | 0.96% | 198    |
| Del Norte       | 38.91%  | 3,639     | 32.96% | 3,083   | 27.53% | 2,575   | 0.60% | 56     |
| Kings           | 38.91%  | 9,982     | 41.61% | 10,673  | 19.10% | 4,899   | 0.38% | 97     |
| San Bernardino  | 38.74%  | 183,634   | 37.24% | 176,563 | 23.03% | 109,183 | 0.99% | 4,690  |
| Riverside       | 38.64%  | 166,241   | 37.06% | 159,457 | 23.76% | 102,233 | 0.54% | 2,344  |
| San Luis Obispo | 38.36%  | 40,136    | 34.78% | 36,384  | 26.11% | 27,314  | 0.75% | 785    |
| Butte           | 38.22%  | 32,489    | 37.18% | 31,608  | 23.80% | 20,231  | 0.81% | 686    |
| Tuolumne        | 38.12%  | 9,216     | 35.26% | 8,525   | 26.03% | 6,294   | 0.59% | 143    |
| Plumas          | 37.61%  | 3,742     | 36.17% | 3,599   | 25.64% | 2,551   | 0.57% | 57     |
| San Diego       | 37.24%  | 367,397   | 35.69% | 352,125 | 26.28% | 259,249 | 0.80% | 7,875  |
| Ventura         | 36.99%  | 99,011    | 35.46% | 94,911  | 26.84% | 71,844  | 0.70% | 1,881  |
| Mariposa        | 36.48%  | 3,023     | 35.98% | 2,982   | 26.68% | 2,211   | 0.86% | 71     |
| Madera          | 35.92%  | 10,863    | 43.20% | 13,066  | 20.35% | 6,156   | 0.53% | 160    |
| Tehama          | 35.36%  | 7,508     | 35.79% | 7,419   | 28.05% | 5,884   | 0.80% | 168    |
| Calaveras       | 35.25%  | 5,989     | 35.35% | 6,006   | 28.53% | 4,848   | 0.87% | 148    |
| Tulare          | 35.22%  | 31,188    | 45.71% | 40,482  | 18.55% | 16,430  | 0.51% | 453    |
| Nevada          | 34.92%  | 15,433    | 39.24% | 17,343  | 25.05% | 11,072  | 0.80% | 353    |
| Sierra          | 34.83%  | 653       | 36.85% | 691     | 27.68% | 519     | 0.64% | 12     |
| Amador          | 34.25%  | 5,286     | 35.49% | 5,477   | 29.50% | 4,553   | 0.76% | 118    |
| Yuba            | 34.24%  | 5,785     | 43.40% | 7,333   | 21.53% | 3,637   | 0.83% | 140    |
| Mono            | 34.19%  | 1,489     | 36.05% | 1,570   | 28.66% | 1,248   | 1.10% | 48     |
| Alpine          | 34.07%  | 215       | 35.18% | 222     | 29.48% | 186     | 1.27% | 8      |
| Kern            | 33.75%  | 60,510    | 45.05% | 80,762  | 20.58% | 36,891  | 0.61% | 1,100  |
| Placer          | 33.69%  | 30,783    | 41.92% | 38,298  | 23.80% | 21,741  | 0.60% | 544    |
| Lassen          | 32.70%  | 3,388     | 37.02% | 3,836   | 28.99% | 3,004   | 1.29% | 134    |
| Trinity         | 32.63%  | 1,967     | 31.28% | 1,886   | 34.70% | 2,092   | 1.39% | 84     |
| El Dorado       | 32.38%  | 21,012    | 39.92% | 25,906  | 26.97% | 17,503  | 0.72% | 466    |
| Modoc           | 32.19%  | 1,489     | 38.98% | 1,803   | 27.44% | 1,269   | 1.38% | 64     |
| Colusa          | 31.91%  | 1,798     | 45.94% | 2,589   | 21.40% | 1,206   | 0.75% | 42     |
| Inyo            | 31.84%  | 2,695     | 43.58% | 3,689   | 23.62% | 1,999   | 0.96% | 81     |
| Shasta          | 31.61%  | 21,605    | 41.24% | 28,190  | 26.32% | 17,990  | 0.84% | 574    |
| Orange          | 31.56%  | 306,930   | 43.87% | 426,613 | 23.90% | 232,394 | 0.68% | 6,612  |
| Sutter          | 30.48%  | 7,883     | 50.10% | 12,956  | 18.87% | 4,881   | 0.54% | 140    |
| Glenn           | 30.24%  | 2,666     | 43.24% | 3,812   | 25.84% | 2,278   | 0.68% | 60     |